# 富士に立つ若武者
『富士に立つ若武者』（ふじにたつわかむしゃ）は、1961年の日本映画。平治の乱で敗れ伊豆に流された源頼朝が打倒平家の兵をあげるまでを描いている。東映製作・配給。監督は沢島忠、主演は大川橋蔵。

## キャスト
- 源頼朝：大川橋蔵
- 志乃：桜町弘子
- 政姫：三田佳子
- 文覚：大河内傳次郎
- 源義朝：月形龍之介
- 鬼頭次：田中春男
- 佐々木定綱：沢村宗之助
- 佐々木盛綱：平幹二朗

- 源義平：津村礼司
- 源朝長：神木真寿雄
- 鎌田次郎正家：加賀邦男
- 北条時政：三島雅夫
- 北条宗時：岡田英次
- 平兼隆：安井昌二
- 堤権兵衛：阿部九洲男
- 弥兵衛宗清：中村時之介
- 仁田四郎忠常：遠山金次郎
- 比企義員：小田部通麿
- 土肥次郎実平：片岡栄二郎
- 伊豆の冠者有綱：中村錦司
- 加藤次郎景廉：尾形伸之介
- 守山の源内：楠本健二
- 少女時代の志乃：児玉ひろみ
- 藤九郎盛長：徳大寺伸

## スタッフ
- 監督：沢島忠
- 脚本：鷹沢和善
- 企画：中村有隣
- 撮影：山岸長樹
- 美術：鈴木孝俊
- 音楽：鈴木静一
- 録音：佐々木稔郎
- 照明：安田与一
- 編集：宮本信太郎
- スチル：高瀬和三郎

## 同時上映
- 『新諸国物語 黄金孔雀城』（第2部・第3部）